# Entephria subcaeruleata
Entephria subcaeruleata är en fjärilsart som beskrevs av Rondou 1934. Entephria subcaeruleata ingår i släktet Entephria och familjen mätare. Inga underarter finns listade i Catalogue of Life.